# Nordreisa
Nordreisa é uma comuna da Noruega, com 3 434 km² de área e 4 710 habitantes (censo de 2004).         